# Mark Olver
Mark Olver (* 1. Januar 1988 in Burnaby, British Columbia) ist ein deutsch-kanadischer Eishockeyspieler, der seit September 2024 bei den Idaho Steelheads aus der ECHL unter Vertrag steht und dort auf der Position des Centers spielt. Zuvor bestritt Olver unter anderem 74 Spiele für die Colorado Avalanche in der National Hockey League (NHL) und war zudem insgesamt acht Jahre für die Eisbären Berlin und Kölner Haie in der Deutschen Eishockey Liga (DEL) aktiv, wo er mit den Eisbären im Jahr 2021 die Deutsche Meisterschaft gewann. Sein älterer Bruder Darin Olver ist ebenfalls professioneller Eishockeyspieler.

## Karriere

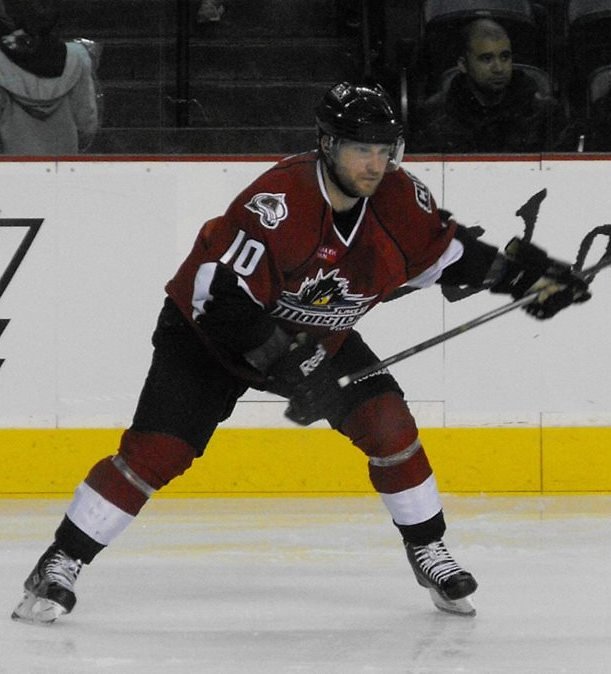
Olver im Trikot der Lake Erie Monsters (2013)

Mark Olver, dessen Großeltern mütterlicherseits von Deutschland nach Kanada aus wanderten, absolvierte zwei Spielzeiten bei den Omaha Lancers in der US-amerikanischen Juniorenliga United States Hockey League (USHL). In seiner zweiten Saison bei den Lancers führte der Kanadier das Team in der Tore-, Assist- und Punkte-Wertung an, woraufhin er als Omahas Stürmer des Jahres und als Omahas wertvollster Spieler ausgezeichnet wurde. Nach seinem Abschluss an der Millard North High School besuchte der Spieler die Northern Michigan University und spielte fortan für deren Team Northern Michigan Wildcats in der Universitäts- und Collegesportliga Central Collegiate Hockey Association (CCHA). In seiner ersten Saison in der CCHA war Olver mit 21 erzielten Toren erfolgreichster Rookie der Liga und mit 38 erzielten Punkten bester Scorer der Wildcats, woraufhin er am Ende dieser Spielzeit in das CCHA All-Rookie-Team nominiert wurde.
Beim NHL Entry Draft 2008 wurde Olver in der fünften Runde an insgesamt 140. Position von der Colorado Avalanche ausgewählt. Der Stürmer war auch schon in den Entry Drafts 2006 und 2007 verfügbar, wurde aber aufgrund seiner relativ geringen Körpergröße von keinem Team ausgewählt. Der Center absolvierte noch zwei weitere Spielzeiten bei den Wildcats und war in beiden Saisons erfolgreichster Punktesammler der Wildcats. In seiner letzten CCHA-Saison wurde er zudem in das CCHA First All-Star-Team und das NCAA West First All-American-Team berufen, außerdem war er einer der Finalisten für den Hobey Baker Memorial Award.
Am 30. März 2010 unterschrieb Mark Olver einen Zweijahresvertrag bei der Colorado Avalanche. Der Spieler absolvierte daraufhin noch sechs Partien für Colorados Farmteam, den Lake Erie Monsters, in der American Hockey League (AHL) und erzielte dabei zwei Tore. In der darauf folgenden Saison bestritt der Stürmer 18 Spiele für Colorado in der National Hockey League (NHL) und erzielte dabei neun Punkte, verbrachte den Großteil der Spielzeit jedoch bei den Monsters in der AHL. In der Saisonvorbereitung zur NHL-Spielzeit 2011/12 erlitt Mark Olver eine Kopfverletzung, die ihn mehrere Monate vom Spielbetrieb ausschloss. Der Center absolvierte im Januar 2012 für die Lake Erie Monsters seine ersten Spiele der Saison. Am 16. Februar wurde er in den NHL-Kader der Avalanche berufen, wo er sich für den Rest der Saison einen Stammplatz erspielen konnte. Diesen konnte er in der Folgesaison nicht verteidigen und absolvierte jeweils ca. die Hälfte der Spiele in AHL und NHL. Zu Beginn der Spielzeit 2013/14 stand er erneut nicht im NHL-Aufgebot und kam anschließend erneut bei den Monsters in der AHL zum Einsatz.
Im Mai 2014 entschloss er sich zu einem Wechsel nach Europa und wurde vom neu gegründeten HK Sotschi aus der Kontinentalen Hockey-Liga (KHL) verpflichtet. Aufgrund einer Verletzung absolvierte er nur eine KHL-Partie für den Klub. Im Juli 2015 verließ Olver den HK Sotschi und unterschrieb einen Einjahresvertrag bei den Kloten Flyers aus der National League A (NLA). Nach lediglich acht Partien für die Schweizer wechselte er in die Deutsche Eishockey Liga (DEL) zu den Eisbären Berlin, wo er erstmals mit seinem Bruder Darin in einer Mannschaft spielt. Nach einem Jahr in der deutschen Hauptstadt kehrte der Stürmer schließlich nach Nordamerika zurück und schloss sich den Tucson Roadrunners aus der AHL an. Dort und auf Leihbasis beim Ligakonkurrenten Bakersfield Condors verbrachte Olver eine Spielzeit, ehe er im Sommer 2017 wieder in die DEL zu den Eisbären zurückkehrte, welche ihn als Ersatz für Kyle Wilson verpflichteten. Mit den Eisbären gewann er 2021 die Deutsche Meisterschaft, erhielt anschließend jedoch keine weitere Vertragsverlängerung und wechselte daher im Juli 2021 zum Ligakonkurrenten Kölner Haie. Dort absolvierte Olver weitere drei DEL-Spielzeiten, erhielt nach einer schwachen Saison 2023/24 mit lediglich drei Scorerpunkten in 22 Einsätzen keinen weiterführenden Vertrag.
Der Deutsch-Kanadier kehrte daraufhin im September 2024 nach sieben Jahren in der höchsten deutschen Spielklasse wieder nach Nordamerika zurück, wo er sich mit den Idaho Steelheads aus der ECHL auf ein Arbeitsverhältnis einigte.

## Erfolge und Auszeichnungen
| - 2008 CCHA All-Rookie Team - 2010 CCHA First All-Star Team - 2010 NCAA West First All-American-Team | - 2011 Teilnahme am AHL All-Star Classic - 2018 Deutscher Vizemeister mit den Eisbären Berlin - 2021 Deutscher Meister mit den Eisbären Berlin |

## Karrierestatistik
Stand: Ende der Saison 2023/24
(Legende zur Spielerstatistik: Sp oder GP = absolvierte Spiele; T oder G = erzielte Tore; V oder A = erzielte Assists; Pkt oder Pts = erzielte Scorerpunkte; SM oder PIM = erhaltene Strafminuten; +/− = Plus/Minus-Bilanz; PP = erzielte Überzahltore; SH = erzielte Unterzahltore; GW = erzielte Siegtore; 1 Play-downs/Relegation; Kursiv: Statistik nicht vollständig)